# ترانسفورماتور تفاضلی متغیر دوار
ترانسفورماتور تفاضلی متغیر دوار (انگلیسی: Rotary variable differential transformer) گونه‌ای ترانسفورماتور است که با استفاده از آن می‌توان جابه‌جایی زاویه‌ای را اندازه‌گیری کرد.
این ترانسفورماتور یک ماشین الکتریکی مبدل است که دارای یک سیم‌پیچ در اولیه و دو سیم‌پیچ در ثانویه است. در شرایط عادی اگر زاویه اهرم صفر باشد ولتاژ مساوی در دو سیم‌پیچ ثانویه القا می‌شود اما با کوچکترین تغییر در زاویه اهرم که نقش هسته در ترانس را ایفا می‌کند منجر به تغییر توازن ولتاژ دو سیم‌پیچ ثانویه می‌شود. با احتساب تفاضل دو ولتاژ خروجی جابه‌جایی زاویه اهرم را با دقت بالا می‌توان اندازه گرفت.